# Segestrovití
Segestrovití (Segestriidae) jsou čeleď pavouků, jež zahrnuje celkem pět rodů: Ariadna, Citharoceps, Gippsicola, Indoseges a Segestria. Jde o nejbližší příbuzné čeledí šestiočkovití (Dysderidae), vzokanovití (Oonopidae) a Orsolobidae, s nimiž segestry utvářejí klad Dysderoidea. Segestrovití mají celosvětové rozšíření a vyskytují se v široké škále různých biotopů. Českou faunu zastupují pouze dva druhy, segestra skalní (Segestria bavarica) a segestra podkorní (Segestria senoculata).
Jde o středně velké pavouky s protáhlým tělem, celková délka činí asi 6–15 mm. Hlavohruď je podlouhlá, s nenápadnou hřbetní rýžkou (fovea). Spodní pysk (labium) je delší než širší, hrudní štít (sternum) oválný. Samčí makadla, sloužící jako druhotný kopulační orgán, jsou jednoduché stavby, samice mají na konci makadel dovnitř vbočený drápek. Klepítka jsou dlouhá a štíhlá, s malými drápky. Šest očí je uspořádáno ve dvou řadách. Zadeček je válcovitý a typicky ochlupený, s krátkými snovacími bradavkami. Třetí pár kráčivých končetin směřuje atypicky dopředu. Chodidlo (tarsus) každé kráčivé končetiny nese trojici drápků, holeň (tibie) a zánártí (metatarsus) jsou otrněné. Variabilita zbarvení sahá od žlutavě hnědé až po purpurově černou. Zadeček zdobívá kresba, dvoubarevný vzor mívají taktéž kráčivé končetiny.
Segestrovití žijí v hedvábných trubicích, jež si budují pod kameny, pod stromovou kůrou či ve skalách. Tyto trubice jsou po obou stranách otevřené a opatřené radiálními vlákny, která pavoukovi signalizují přítomnost kořisti. Segestry svou oběť odtáhnou do trubice a tam ji zahubí. V samičí trubici se segestry rovněž páří, přičemž samci rodu Segestria během námluv na samičí sítě specificky bubnují. Po spáření samice vytváří čočkovité kokony zahrnující 60 až 180 vajíček. Mláďata žijí nějakou dobu se samicí, jež se může stát jejich obětí – tento fenomén se označuje jako matrifágie.